# ابودا
اُبودا یا اوبودا (مجاری: Óbuda; آلمانی: Alt-Ofen; کرواتی: Stari Budim) شهری در مجارستان بود که در ۱۷ نوامبر ۱۸۷۳ با بودا و پست ادغام شد و شهر بوداپست از آن پس رسماً شکل گرفت، امروز جزئی از ناحیهٔ شماره ۳ بوداپست در اُبودا-بکاشمِدْیِر است. پیشوند «اُ» در مجاری به معنای قدیمی، نام شهر را بودای قدیم معنی می‌کند. جزیره اُبودا در کنار این بخش از شهر، امروزه میزبان جشنواره سیگِت و جشنواره‌های دیگر است.

## نگارخانه

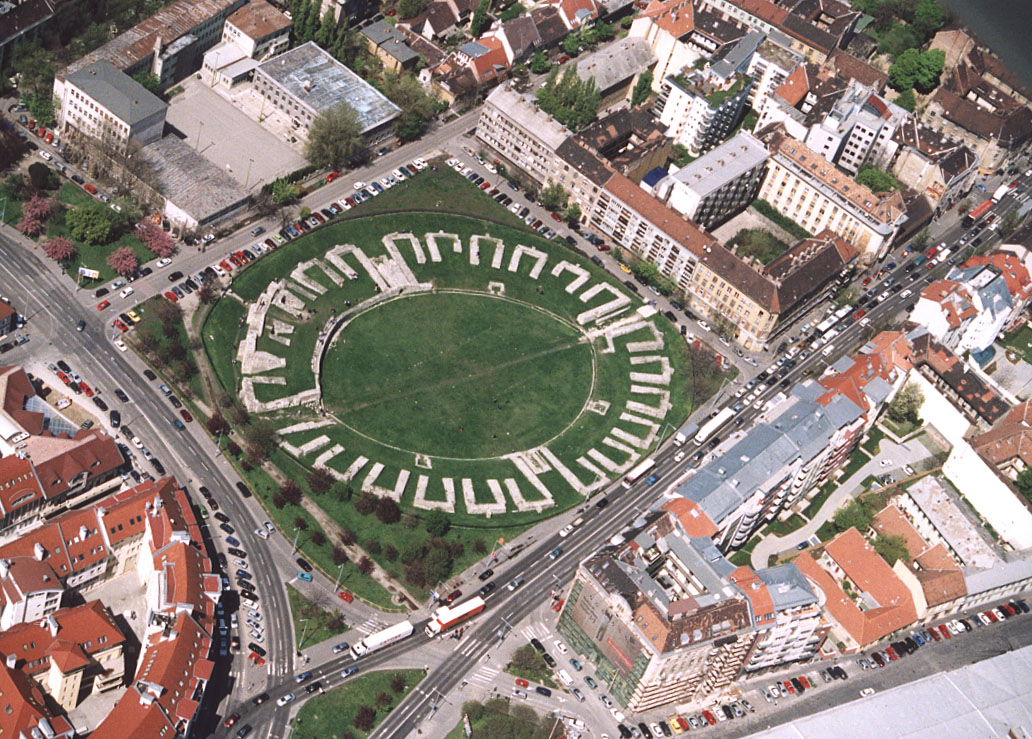
آمفی‌تئاترِ آکوئینکوم
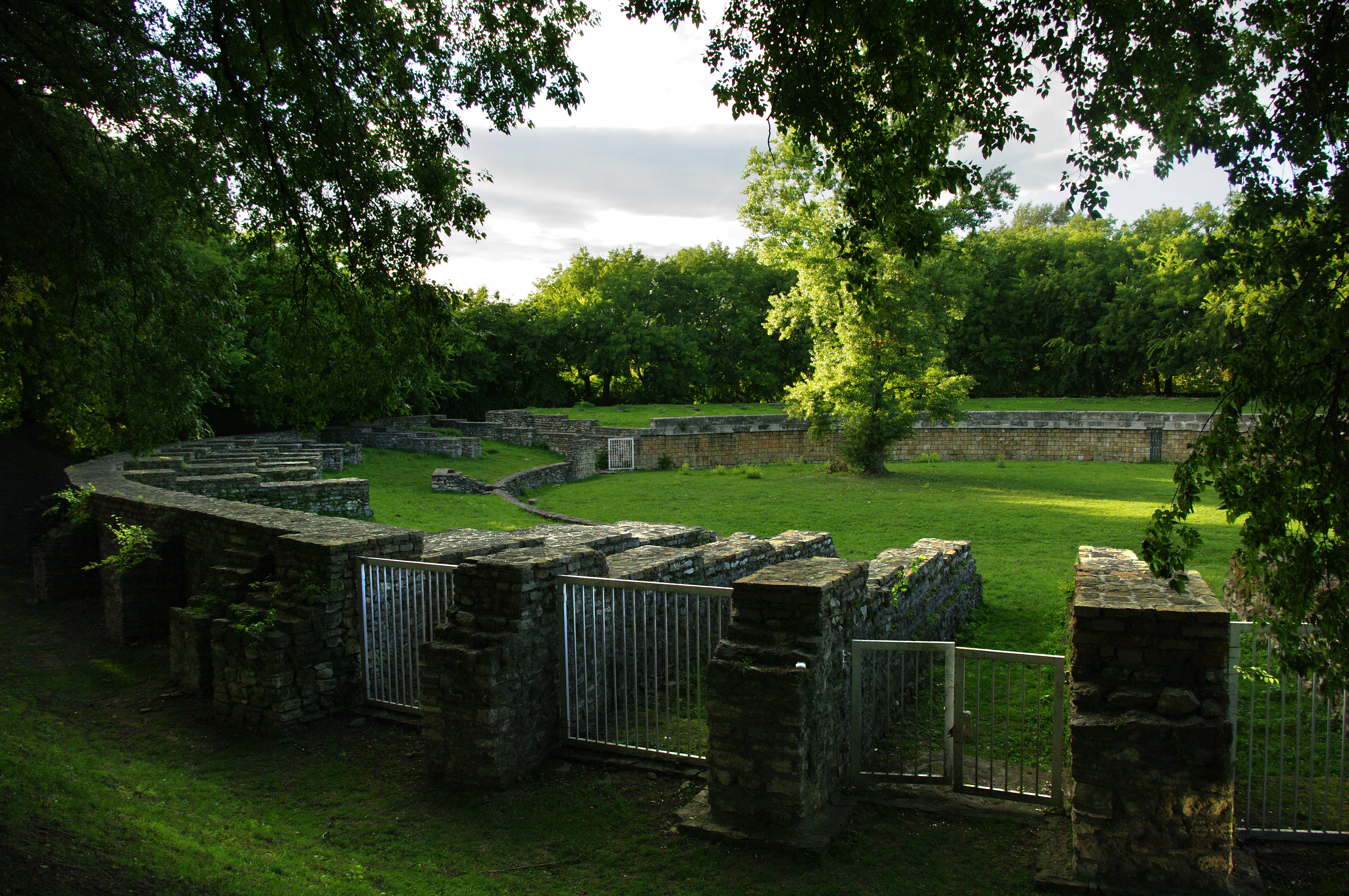
بقایای آمفی‌تئاتر رومی
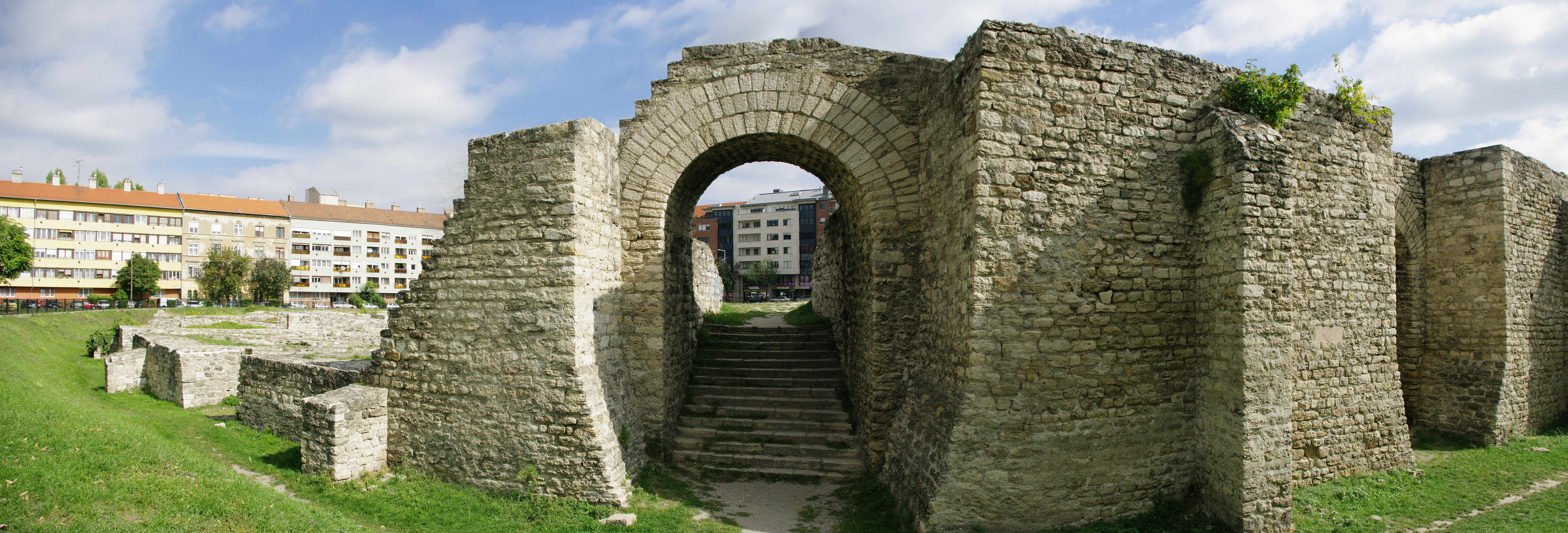
بقایای آمفی‌تئاتر رومی
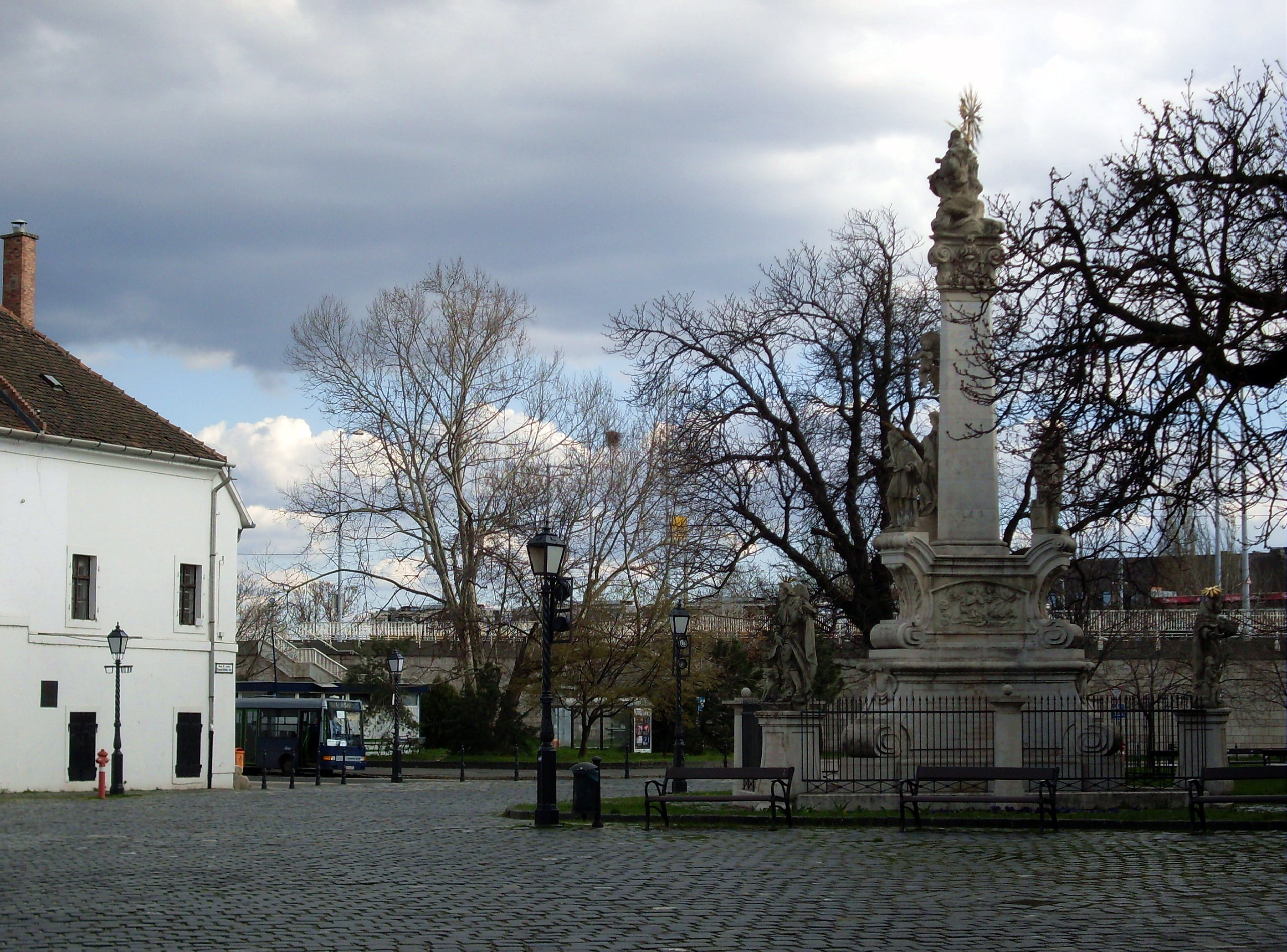
مجسمهٔ تثلیث در میدان روح‌القدس (Szentlélek tér)
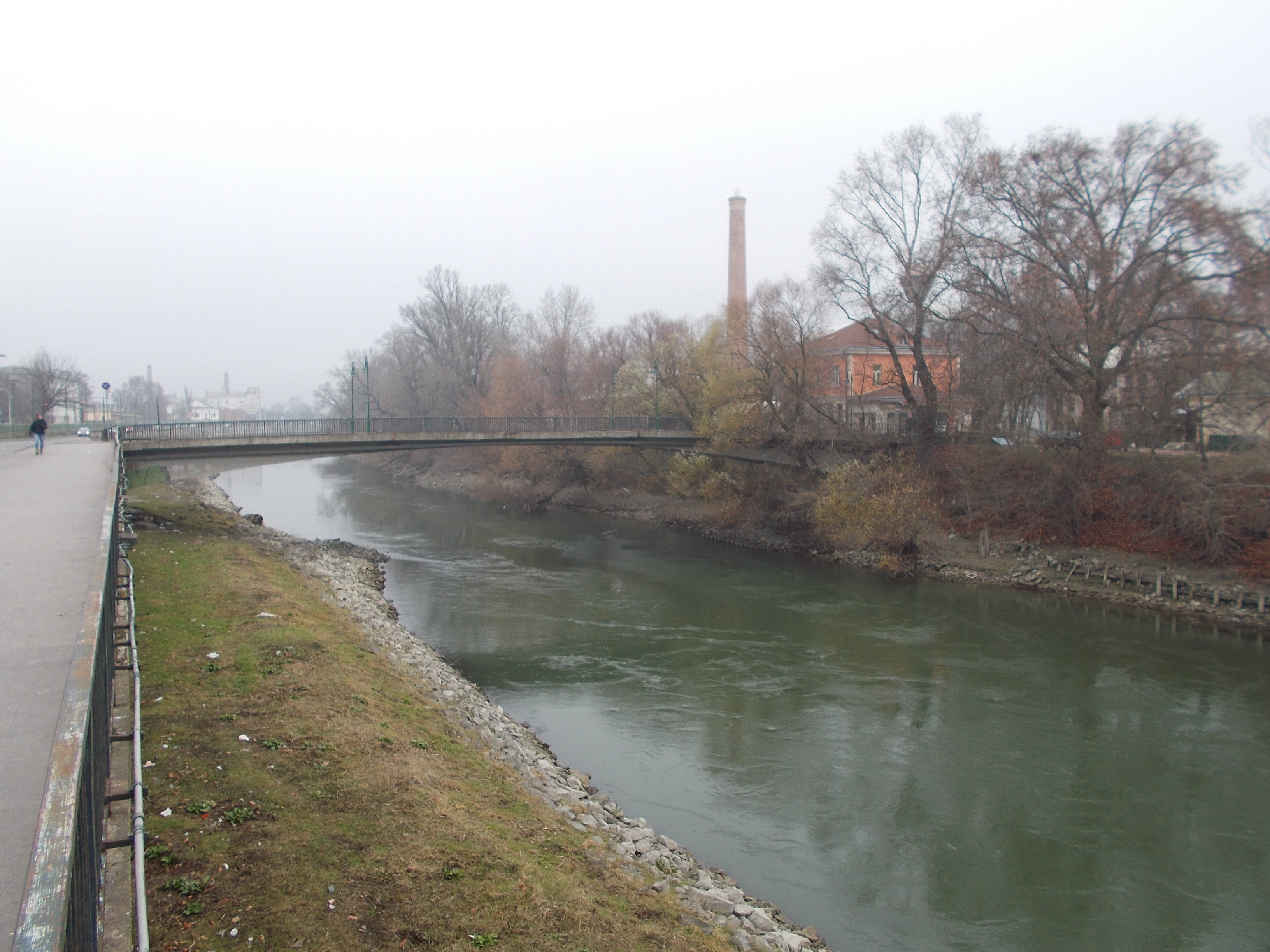
پل مونکاش بین جزیرهٔ اُبودا و اسکلهٔ مارگیت (Margit Rakpart)
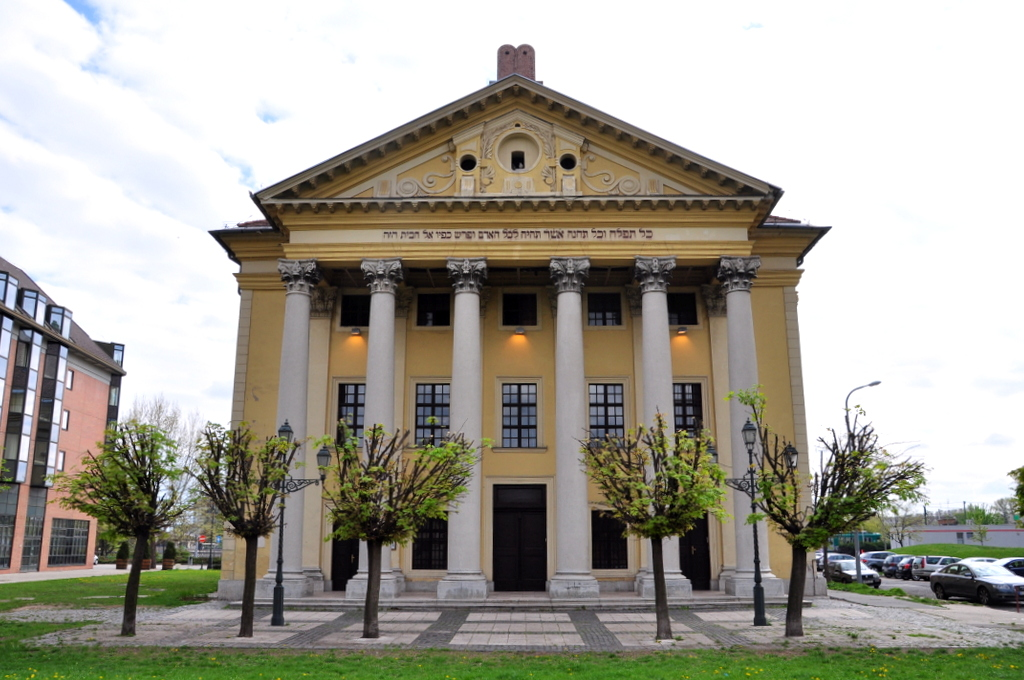
کنیسهٔ اُبودا